# Acta Crystallographica Section D: Structural Biology
Acta Crystallographica Section D: Structural Biology (abrégé en Acta Crystallogr. Sect. D) est une revue scientifique à comité de lecture. Ce bimestriel publie des articles de recherches couvrant les aspects de la biologie structurale.
D'après le Journal Citation Reports, le facteur d'impact de ce journal était de 3,227 en 2018. Actuellement, le directeur de publication est Andrew J. Allen (National Institute of Standards and Technology, États-Unis). À partir de 2014 la revue est publiée exclusivement en ligne.

## Histoire
Le journal est fondé en 1948 sous le nom:
- Acta Crystallographica, 1948-1967  (ISSN 0365-110X)[3]

Il est par la suite successivement séparé en 6 séries :
- Acta Crystallographica Section A: Foundations of Crystallography, 1968-2013, puis Acta Crystallographica Section A: Foundations and Advances 2014-en cours  (ISSN 0108-7673)
- Acta Crystallographica Section B: Structural Science, 1968-2013, puis Acta Crystallographica Section B: Structural Science, Crystal Engineering and Materials 2014-en cours  (ISSN 0108-7681)
- Acta Crystallographica Section C: Crystal Structure Communications, 1983-2013, puis Acta Crystallographica Section C: Structural Chemistry 2014-en cours  (ISSN 0108-2701)
- Acta Crystallographica Section D: Biological Crystallography, 1993-en cours  (ISSN 0907-4449)
- Acta Crystallographica Section E: Structure Reports Online, 2001-2014, puis Acta Crystallographica Section E: Crystallographic Communications à partir de 2015[4]  (ISSN 1600-5368)
- Acta Crystallographica Section F: Structural Biology and Crystallization Communications, 2005-2013, puis Acta Crystallographica Section F: Structural Biology Communications 2014-en cours  (ISSN 1744-3091)